# Boris Ćiro Gašparac
Boris Ćiro Gašparac (Požega, 13. svibnja 1945. – Zagreb, 22. siječnja 2025.) bio je hrvatski glazbenik.
Rođen je u Požegi 13. svibnja 1945. Godine 1991. s bendom 'Crni šest' nastupa na požeškom festivalu Zlatne žice Slavonije, a pjesma "Laže selo lažu ljudi" postaje hit. Dobitnik je 'Nagrade grada Požege za životno djelo', i 'Medalje grada Zagreba za poseban doprinos u promicanju kulture'.
Njegov glazbeni put obilježile su pjesme: 'Da sam imo šaku dukata', 'Idem, idem ej živote', 'U srce te dira', 'Leina', 'Moj angelek', 'I kad nisam s tobom bit ću', 'Pustite me bar da sanjam', 'Doći u Vukovar'.  
Ljudi su ga većinom prepoznali po tamburaškoj glazbi, premda je po vokaciji bio ljubitelj rocka, jazza i gospela. Svirao je nekoliko instrumenata, učio solo pjevanje, a do kraja svog života nije odustao od glazbe.

## Životopis
Novinar 'Požeškog lista' došao je u prvi razred osnovne škole i pitao djecu što žele biti u životu, a sedmogodišnji Ćiro odgovorio je: 'Pjevač!'. Te 1952. godine počeo je pjevati u školskom zboru gdje ga je profesor odmah stavio pjevati solo dionicu. 
Bio je razigrano i veselo dijete s debelim i teškim naočalama na glavi, no slabovidnost i velika dioptrija nikada ga nisu omeli da ostvari svoje želje. 
Bio je zaljubljenik u rock, pop, blues i jazz. Imao je sve ploče Elvisa Presleyja, 'The Beatlesa' i 'The Plattersa' a volio je i izvedbe Raya Charlesa, Stevea Wondera, Mahalie Jackson. Crnačka duhovna glazba je bez premca, za njega bila, oličenje vokalne interpretacije. 
Kao mladić bio je i bubnjar u jazz sastavu 'Crni šest'. Svirao je i gitaru, bas gitaru i usnu harmoniku, a sve instrumente naučio je sam svirati. Čak je i brojne učenike podučavao gitaru i tako zaradio svoj prvi džeparac.  
Pohađao je i solo pjevanje u glazbenoj školi 'Vatroslav Lisinski', a s obzirom na svoj glasovni kapacitet i baritonsku boju glasa, često je razmišljao i o bavljenju klasičnom glazbom. Ipak, presudila je pjesma 'Laže selo, lažu ljudi' koja je postala tamburaški hit. 
Proputovao je cijeli svijet, pjevao za Hrvate u Americi, Kanadi, Australiji, nastupao na gotovo svim renomiranom festivalima u Lijepoj našoj od 'Zlatnih žica Slavonije', 'Zagrebfesta', 'Festivala kajkavskih popevki'. Uvijek se rado odazivao na koncerte u humanitarne svrhe, te je tako u pola stoljeća svoje glazbene karijere održao oko 700 koncerata za crkvu, nezbrinutu djecu i djecu s posebnim potrebama.
Umro je u Zagrebu nakon posljedica moždanog udara 22. siječnja 2025. godine.